# Eupogonomyia
Eupogonomyia is een geslacht van insecten uit de familie van de echte vliegen (Muscidae), die tot de orde tweevleugeligen (Diptera) behoort.

## Soorten
- E. cantabrigensis Huckett, 1965
- E. groenlandica (Lundbeck, 1901)
- E. neoborealis (Snyder, 1949)
- E. pribilofensis Malloch, 1921
- E. setibasis Huckett, 1965